# Macov
Macov és un poble i municipi d'Eslovàquia que es troba a la regió de Trnava, a l'oest del país.
Està ubicat al sud de la regió a prop dels rius Danubi i Váh, i de la frontera amb Hongria i la regió de Bratislava.
El nombre d'habitants ha crescut dels 155 de 2001 fins als 350 de 2017.

## Història
La primera menció escrita de la vila es remunta al 1367.

## Demografia
| Godina             | 1994 | 2004    | 2014    | 2024    |
| ------------------ | ---- | ------- | ------- | ------- |
| Nombre de persones | 156  | 176     | 287     | 504     |
| Diferència         |      | +12,82% | +63,06% | +75,60% |

| Godina             | 2023 | 2024   |
| ------------------ | ---- | ------ |
| Nombre de persones | 492  | 504    |
| Diferència         |      | +2,43% |